# Ulpia Marciana
Pour les articles homonymes, voir Marciana.
Ulpia Marciana, née avant 50 et morte vers 112/114, est la sœur aînée de l'empereur Trajan, la mère de Salonina Matidia et la grand-mère de Sabine, épouse d'Hadrien.

## Biographie
Elle naît vers 50, probablement en 48, de Marcia et Marcus Ulpius Traianus, un sénateur de premier plan, général et consul suffect en 70 ou 72. Elle est donc la sœur aînée de Trajan. Son nom de Marciana est hérité de son grand-père maternel. Elle est très proche de son frère Trajan et de sa belle-sœur Plotine.
Ulpia Marciana épouse un Matidius, probablement Caius Salonius Matidius Patruinus, vers 63. Ce dernier est préteur et membre du collège religieux des Frères Arvales avant de décéder en 78. De cette union naît Salonina Matidia. Cette dernière est mariée au moins deux fois, une première fois avec un Mindius, dont elle a une fille, Matidia, et la deuxième fois avec Lucius Vibius Sabinus, consulaire suffect, et c'est de ce mariage que naît alors Vibia Sabina, future épouse d'Hadrien.
Lorsque Vibius Sabinus meurt en 84 et 87, Ulpia Marciana avec sa fille et ses petites-filles vivent dans la maison familiale de Trajan et de son épouse, Plotine.
Aux environs de l'an 100, son fils fonde une colonie en Afrique du Nord qui est appelée Colonia Marciana Ulpia Traiana Thamugadi, actuelle Timgad. Trajan la baptise ainsi en l’honneur de sa mère, de son père et de sa sœur.
Elle décède entre 112 et 114, peut-être le 29 août 112, et est divinisée peu après sa mort sur décision du Sénat. Dans le même temps, sa fille, Salonina Matidia, reçoit à son tour le titre d’Augusta.

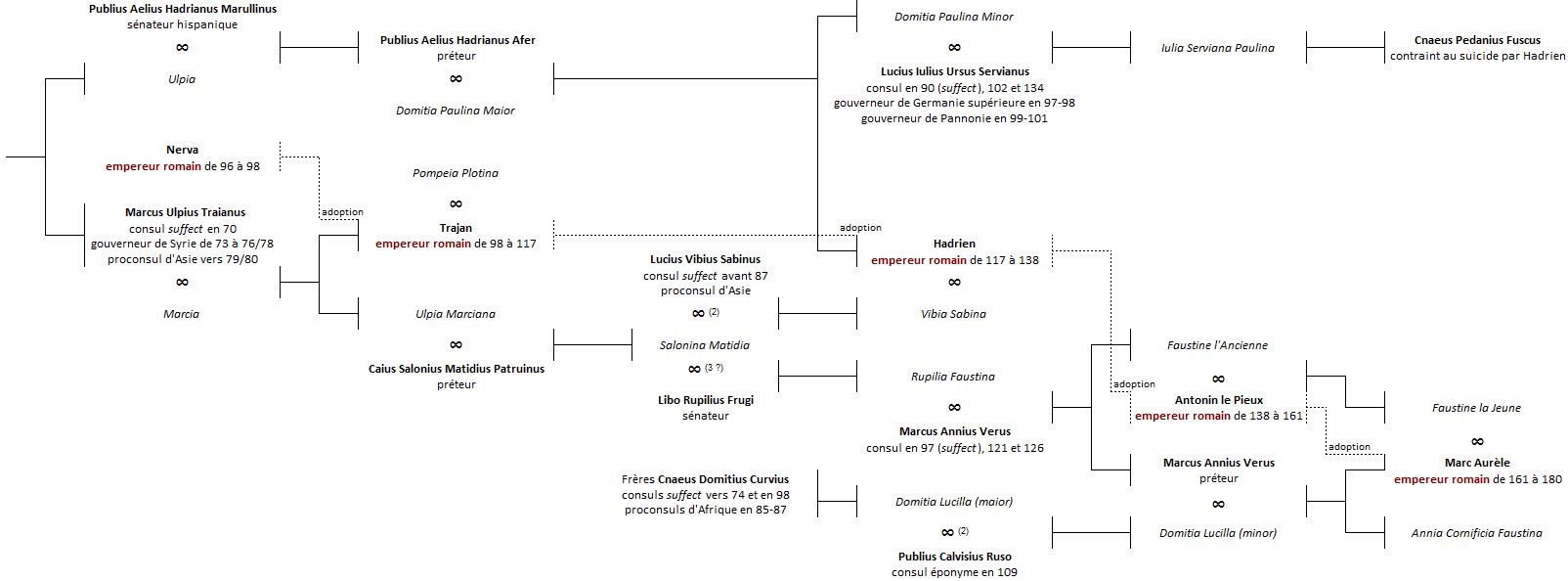
La famille de Trajan. Arbre non exhaustif.

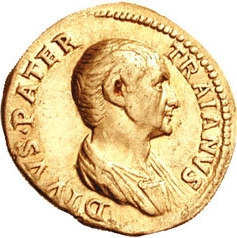
Portrait de Ulpius Traianus, son père.
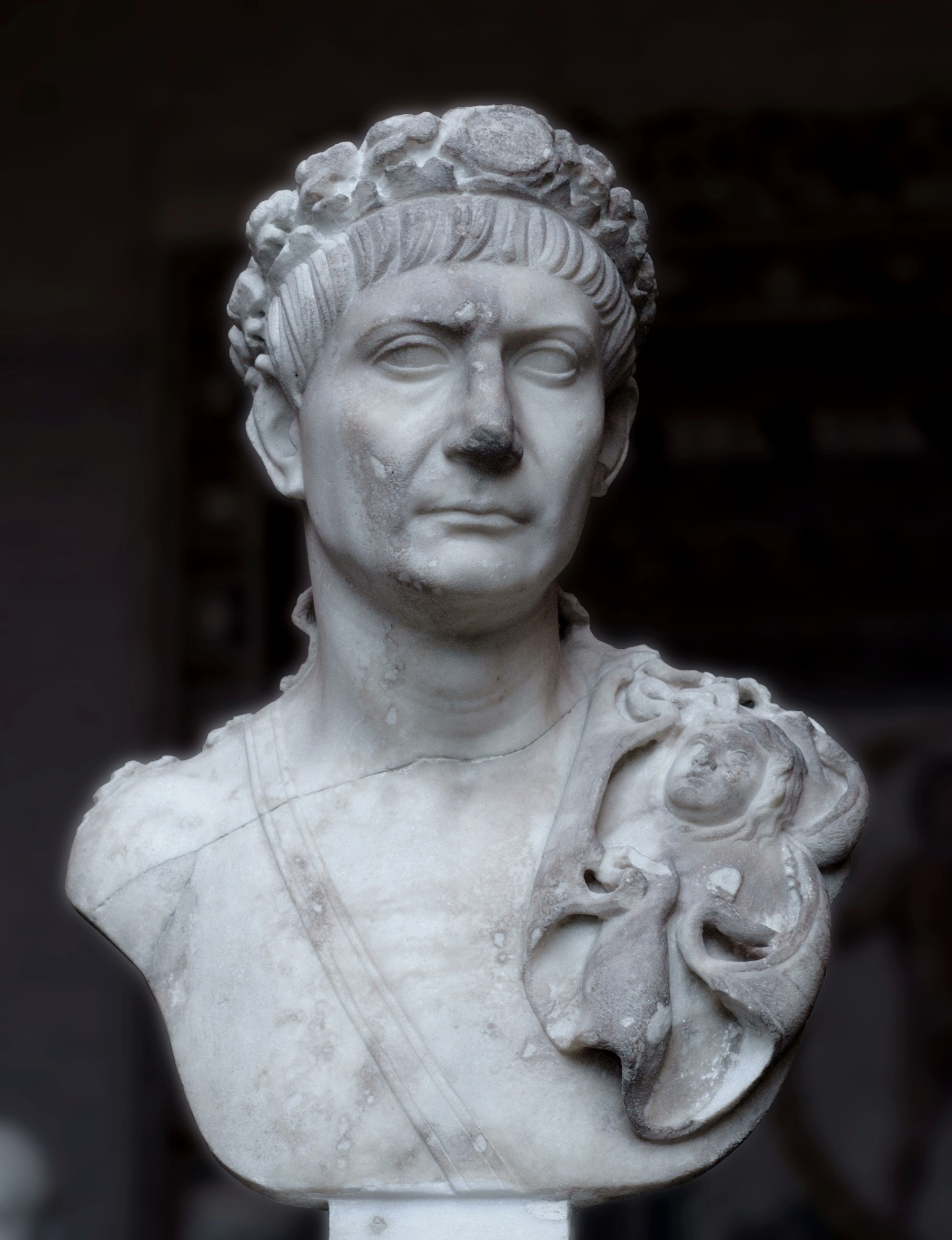
Buste de Trajan, son frère
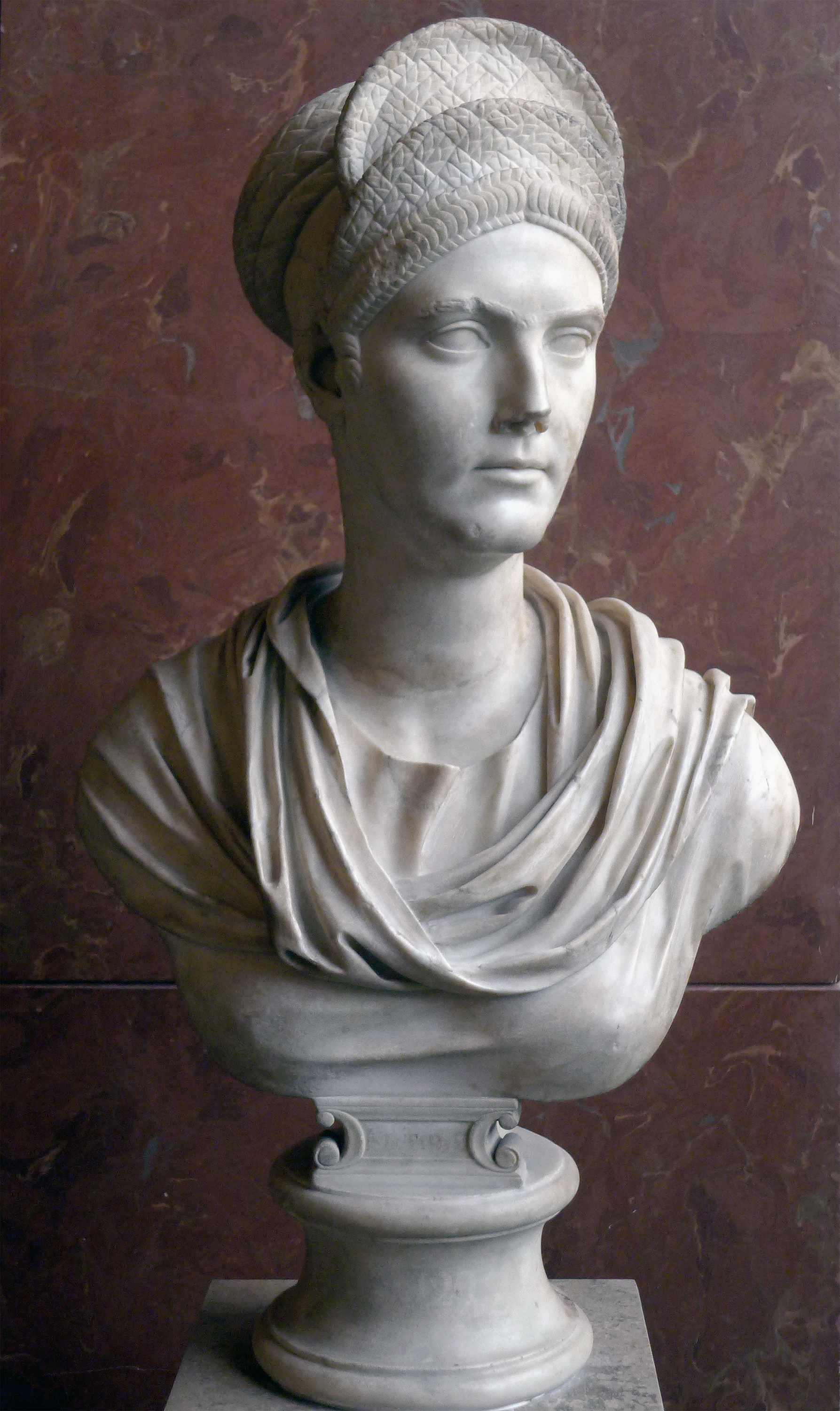
Buste de Salonina Matidia, sa fille.
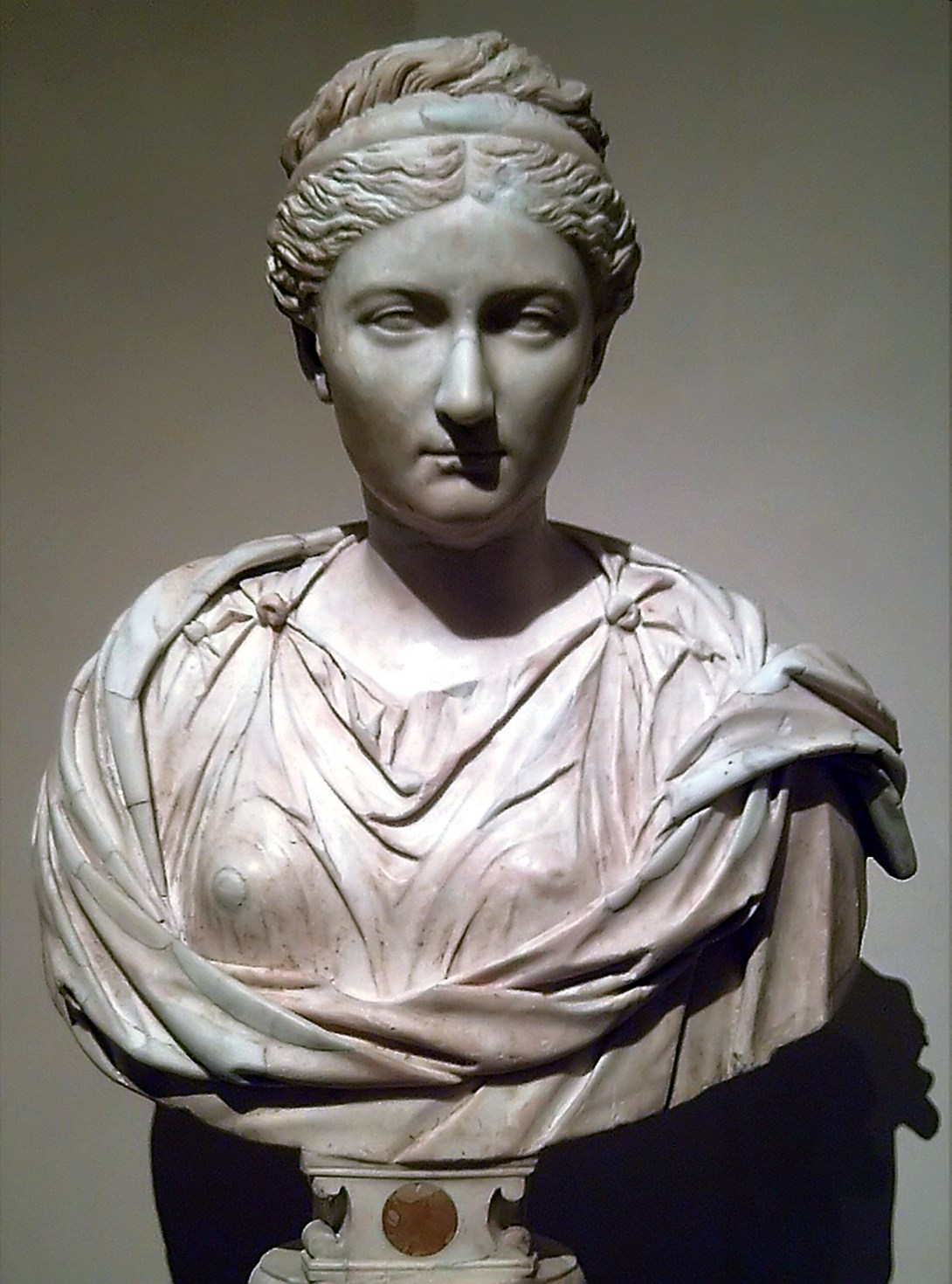
Buste de Sabine, sa petite-fille.
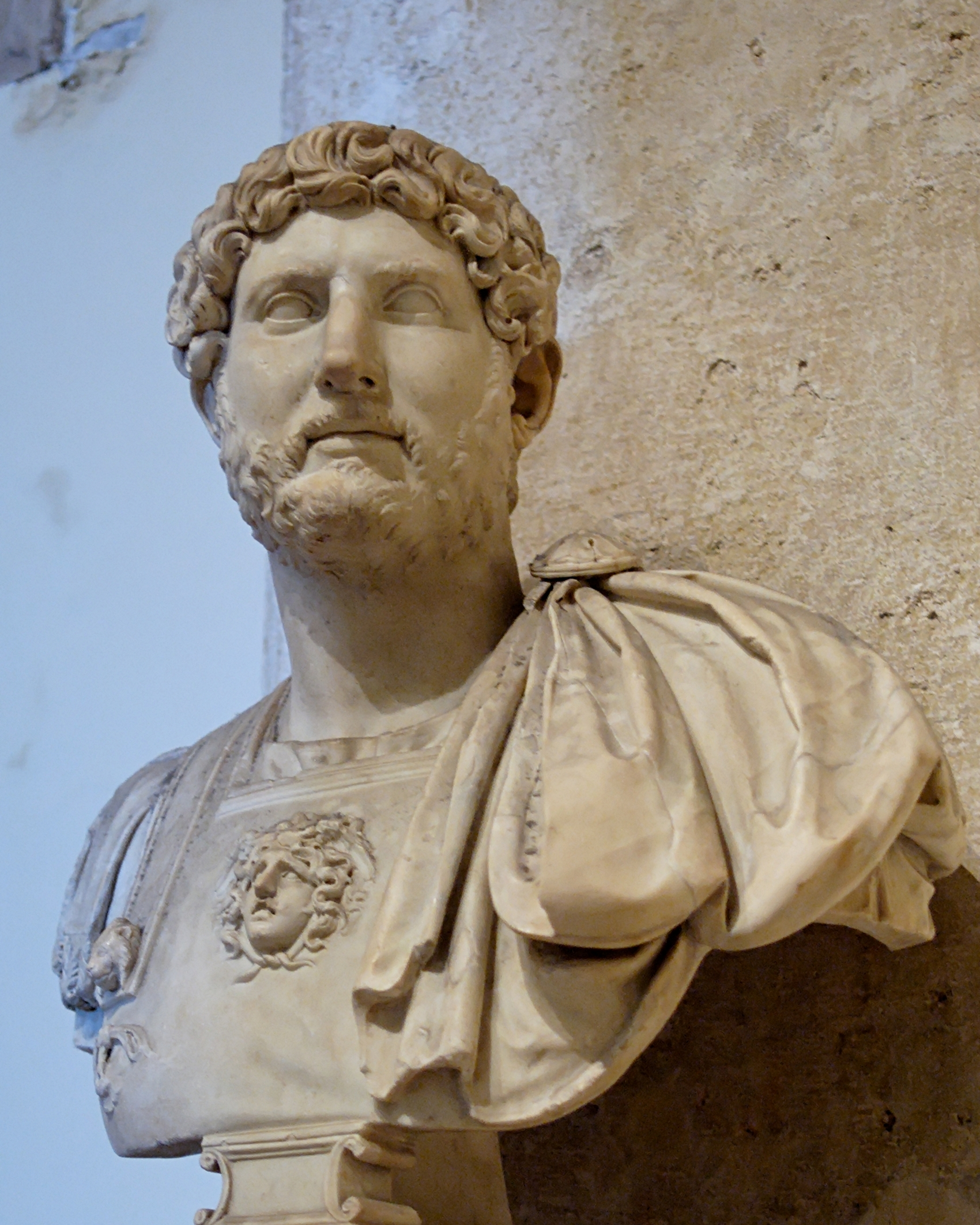
Buste d'Hadrien, son petit-fils par alliance.